# Rags to Rags
Rags to Rags är en låt och musiksingel av Eels. Låten kommer från albumet Beautiful Freak och släpptes år 1996 i Europa. I Frankrike släpptes även en EP med samma namn år 1997.

## Låtlista

### Europeiska CD-utgåvan
1. Rags to Rags (LP-version)
2. Spunky (LP-version)
3. Animal (tidigare outgiven)

### Franska EPn
1. Rags to Rags (LP-version)
2. Animal
3. Novocaine for the Soul (Live From Hell - BBC Radio 1-version)
4. Manchester Girl (BBC Radio 1-version)
5. My Beloved Mad Monster Party (BBC Radio 1-version)
6. Flower (BBC Radio 1-version)

### Amerikansk promotionsingel
1. Rags to Rags (radio mix)
2. Rags to Rags (LP-version)